# Zmajan
Zmajan – bezludna wyspa w Chorwacji, na Morzu Adriatyckim. Jest częścią Archipelagu Szybenickiego.
Jest położona pomiędzy wyspami Kaprije, Obonjan i Tijat. Zajmuje powierzchnię 3,3 km², a jej wymiary to 3,3 x 1,1 km. Długość linii brzegowej to 12,3 km. Najwyższy szczyt wyspy to Zmajan (145 m n.p.m.). U wybrzeży Zmajanu leżą wysepki Galebinjak i Bavljenac.